# NGC 7461
NGC 7461 ist eine Linsenförmige Galaxie vom Hubble-Typ SB0 im Sternbild Pegasus am Nordsternhimmel. Sie ist schätzungsweise 197 Millionen Lichtjahre von der Milchstraße entfernt und hat einen Durchmesser von etwa 40.000 Lichtjahren. Vom Sonnensystem aus entfernt sich die Galaxie mit einer errechneten Radialgeschwindigkeit von näherungsweise 4.200 Kilometern pro Sekunde.
Im selben Himmelsareal befinden sich unter anderem die Galaxien NGC 7463, NGC 7467, PGC 1488058, PGC 1491764.
Die Typ-Ia-Supernova SN 2007hj wurde hier beobachtet.
Das Objekt wurde am 8. August 1863 von Albert Marth entdeckt.